# Берестейська митниця
Берестейська митниця — митний орган, розміщений в Бересті в часи І Річи Посполитої, Російської імперії, СРСР, Республіки Білорусь.

## Берестейська митна комора
Бересть був центром Підляської митної округи. До нього входило 19 митних пунктів, в тому такі як Гродно і Дорогичин. В другій половині XVI століття давала 1100 кіп грошей. За доходом була другою після Луцької митниці. На шляху до Берестя з Вільно знаходилися Новогрудська і Мінська митниці. Одним з основних джерел вивчення діяльності Берестейської митниці цього періоду є «Берестейська митна книга 1583 року».

### Трафік
Товар сплавляли Бугом на шкутах, барках і ком'ягах. Більшість транспорту складало 1-3 комяги. Один раз зафіксовано караван з 45 комяг. Сухопутний транспорт складався з возів. У більшості випадків товар перевозився одним возом. Зафіксовані випадки караванів з 22 возів.
Основними пунктами призначення водного транспорту був Гданськ, сухопутного — Люблін. Для проїздки до Любліна і назад до Берестя купці витрачали два тижні. З Берестя до Познані добирались за три тижні. Дрібні купці торгували переважно влітку і з'являлись на Берестейській митниці що два тижні. В 1583 році за чотири місяці (лютий-травень) через Берестейську митницю пройшло 200 купців. Половину усіх купців складали берестейські купці. За цей період вони бували на митниці по два-три раза. Рідко приїжджали польські купці, ще рідше купці з балтійських міст.

### Структура торгівлі
Через Бересть в Гданськ везли: сарни, зайці, тетерева, збіж, дерево.
З Гданська і Торуня через Бересть везли: оселедці, кролів, мед прісний, сукно, глоговського і зеленогірське полотно.
Через Бересть в Люблін вивозили: віск звичайний, віск шмальцованний, хутра (видри, куниці, лисиці, рисі, вовка, норки, горностая), чорні бобри, бобровий струмінь, почеревіни боброві, футром білячі, брюшковие, борсучі футра кромкові, коти дикі, хомутини, калити, ремені сулцької римарської роботи, ремені шведської роботи, юхта, вибійки, скури дублені, вузди, тебенькі, рукавиці московські, лубье сагайдачне, стремена залізні прості, мило просте, боти, черевики, чіжми, повсть, стріли, рядна.
З Любліна через Бересть ввозили: залізо, сталь, олово, мідь, свинець, ртуть і відповідні вироби — сокири, коси, ножі різні, цвяхи панцерні, голки, котли, ножиці, ручниці, прядене золото; німецькі, англійські і фландрські текстильні вироби, полотно коленське (Кельн) та цвиліське (Цвікау), моравські чіпці; барське мило (з Бара), дзеркала, гребінці, вино, огіркове насіння, насіння цибулі, мигдаль, сливи, мухояри німецькі, замшеві рукавиці, купорос, фарби, сірка.
Через Люблін потрапляв товар з Османської імперії: тафтяні ковдри, турецькі торби (очевидно, чували, кисети і інше), хози, турецькі кожухи, оксамитні тканини, шовк, перець, розінкі, бархап (фарба), лакриця, мушкет, тасьма, хустки, шафран, чамлат, гвоздика, сап'ян, ладан, турецька китайка, волоські горіхи, запонки.
З Дрогобича до Берестя ввозилась сіль.

## Радянський Союз
Митниця знаходилась у підпорядкуванні Головного управління державного митного контроля при Раді Міністрів СРСР. 3 1953 року в Берестейському обласному краєзнавчому музеї створена «митна колекція». Тоді передано 30 ікон і зразків лиття. На базі колекції, яка активно поповнювалась в 1960-90-х роках, створено філіал Берестейського краєзнавчого музею «Музей врятованих цінностей».

## Республіка Білорусь
В другій половині 90-х років ХХ — перших роках XXI століття конфіскований Берестейською митницею товар масово потрапляв до крамниць Берестя. В таких магазинах створювались окремі відділи конфіскату. З конфіскованого спірту в місті виробляли горілку марки «Митная».

### Адреса (російською мовою)
224028 г. Брест, ул. Гаврилова 45